# 新大瀧站

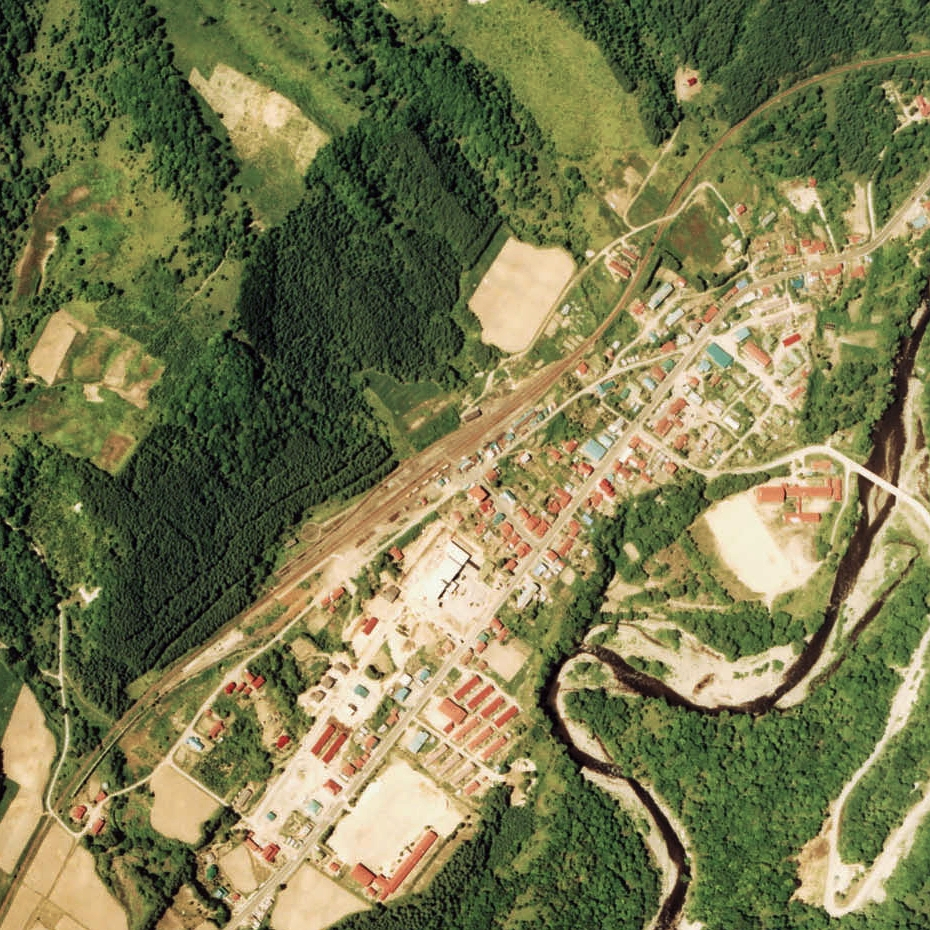
1976年的新大瀧站與方圓約750米範圍。左下方是伊達紋別方向。車站後方靠近伊達紋別一方還有轉車盤。

新大瀧站（日语：／ Shin-Ōtaki eki */?）是位於北海道有珠郡大瀧村字本町（現時：伊達市大瀧區本町），日本國有鐵道的膽振線車站（廢站）。隨著膽振線廢除，車站在1986年（昭和61年）11月1日廢除。
在1980年（昭和55年）9月前行走的急行「膽振」停靠此站。

## 歷史
- 1940年（昭和15年）12月15日 - 膽振縱貫鐵道伊達紋別站至此站之間開通，德舜瞥站（日语：／）啟用。當時為一般車站[1]。
- 1941年（昭和16年）
  - 在此站儲礦槽至德舜瞥（鐵礦石）礦山之間設置第一和第二索道[3]。
  - 10月12日 - 此站至西喜茂別站（後來名為喜茂別站）之間開通，此站成為中途站。
- 1944年（昭和19年）7月1日 - 膽振縱貫鐵道在戰時被收購，鐵路線國有化。路線名改為膽振線[1]。
- 1952年（昭和27年）11月15日 - 車站改名為新大瀧站[1]。
- 1957年（昭和32年）6月 - 此站至德舜瞥硫黃礦山之間設置索道，此站新設儲礦槽[4]。
- 1964年（昭和39年）3月31日 - 德舜瞥（鐵礦石）礦山關閉[5]
- 1971年（昭和46年）3月31日 - 德舜瞥硫李黃礦山關閉[6]。
- 1980年（昭和55年）5月15日 - 結束處理貨物。成為業務委託車站[7]。
- 1984年（昭和59年）2月1日 - 結束處理行李[1]。
- 1986年（昭和61年）11月1日 - 膽振線全線廢除，此站也廢除[2]。

在車站啟用當時，德舜瞥村（舊名）的村公所與村中心位於長流川東岸的高地上（上野地區），車站步行至該處需要接近1小時。後來，村中心遷移至本町地區。在1950年（昭和25年），村公所廳舍遷移和改名為大瀧村。另外，上野地區曾經設有日鐵礦業德舜瞥礦山，出產的礦石會使用索道運送至此站，再由鐵路貨車運離車站。當時一日平均裝載量達到100至500公噸。在1971年（昭和46年）礦山關閉後，貨物起卸量大幅下降。

## 站名的由來
車站名稱取自當地地名，並冠以「新」字。地名（村名）的名稱取自村內的名勝三階瀑布。

## 車站構造
截至車站廢除前，此站是地面車站，設有2面2線的單式月台。月台呈千鳥式配置，可進行列車交會。
靠近車站大樓的月台南邊與對面月台北邊之間設有站內平交道連接。車站大樓一方月台（東邊）是上行1號月台，對面月台（西邊）是下行2號月台。在2號月台靠近俱知安一方設有路軌分支，連接2號月台外邊的側線，在該側線中途也設有路軌分支，連接另一條側線。由於當時9600型蒸汽機車會駛進此站，因此站內配備了轉車盤。

此站是業務委託車站。車站大樓位於東南方，鄰接月台與站內平交道。車站大樓左手邊設有另一座建築物（廁所）。
曾經從德舜瞥礦山出產的鐵礦石（褐鐵礦）與硫黃會運送至此站，再裝載上貨運列車。

## 使用狀況
- 在1981年度（昭和56年度），1日上下車人次為59人[8]。

## 車站周邊
車站遺址與國道453號之間設有一條向下斜坡的道路。在國道上形成了村落。
- 北海道道723號洞爺湖大瀧線（日语：北海道道723号洞爺湖大滝線）[11] - 現時：國道453號（日语：国道453号）（有珠國道）。
- 伊達市政廳大瀧綜合分所（舊・大瀧村公所）
- 伊達警署（日语：伊達警察署 (北海道)）大瀧駐在所
- 西膽振消防組合洞爺湖消防署大瀧分署
- 大瀧郵局
- 大瀧地域活性化交流中心
- 伊達信用金庫（日语：伊達信用金庫）壯瞥分店大瀧出張所
- 長流川[11]
- 三階瀑布 - 車站東北方約2.5公里[8]。
- 德舜瞥山 - 車站東南方。海拔1,302米高[11]。
- 道南巴士（日语：道南バス）「大瀧」巴士站

## 現況
截至2001年（平成13年），舊站部分位置建設了「平成故鄉之道公園」。月台上放置了象徴舊大瀧村的物體。另外，靠近伊達紋別一方曾經從德舜瞥礦山運送礦石的高架橋和引込線還存在。截至2010年（平成22年）和2011年（平成23年）也是同樣。車站靠近優德一方的路軌遺址建設了行人路。在車站遺址附近建設了雇用促進住宅。
在1993年，此站遺址靠近伊達紋別一方約0.7公里處設有一條長約5.5公里的單車徑，連接至優德站附近。單車徑使用舊路軌遺址上興建，單車徑名為「平成故鄉之道」。截至2001年（平成13年）和2010年（平成22年）也是同樣。中途部分跨過小河流的橋樑是源自膽振線的時代。

## 相鄰車站
日本國有鐵道
膽振線
優德－新大瀧－御園
曾經此站至御園站之間設有尾路遠臨時乘降場（日语：／）（於1941年（昭和16年）10月12日啟用，廢除日不詳（大約在1985年（昭和60年）末期））。

## 注腳